# Sang de cordó umbilical
La sang del cordó umbilical és la sang que roman a la placenta i al cordó umbilical unit després del part. La sang del cordó es recull perquè conté cèl·lules mare, que es poden utilitzar per tractar trastorns hematopoètics i genètics com el càncer. Hi ha un interès creixent de les empreses de teràpia cel·lular per desenvolupar cèl·lules assassines naturals al·logèniques modificades genèticament a partir de sang de cordó umbilical com a alternativa a les teràpies de cèl·lules T CAR per a malalties rares.

## Usos mèdics
La sang de cordó s'utilitza de la mateixa manera que s'utilitza el trasplantament de cèl·lules mare hematopoètiques per reconstituir la medul·la òssia després d'un tractament amb radiació per a diversos càncers de sang i per a diverses formes d'anèmia.

## Recollida i emmagatzematge
La sang del cordó umbilical és la sang que queda a la placenta i al cordó umbilical després del naixement del nadó. Hi ha diversos mètodes per recollir sang de cordó. El mètode més utilitzat en la pràctica clínica és la "tècnica tancada", que és similar a les tècniques estàndard de recollida de sang. Amb aquest mètode, el tècnic canula la vena del cordó umbilical tallat amb una agulla que està connectada a una bossa de sang, llavors la sang del cordó flueix a través de l'agulla cap a la bossa. De mitjana, la tècnica tancada permet la recollida d'uns 75 ml de sang de cordó.
La sang de cordó recollida es criopreserva i després s'emmagatzema en un banc de sang de cordó per a un trasplantament futur. La recollida de sang del cordó umbilical normalment se'n treuen els glòbuls vermells abans de la criopreservació per garantir uns índexs elevats de recuperació de cèl·lules mare.